# 1382
| 1382               |
| ------------------ |
| Dødsfald - Fødsler |
|                    |

| Gregoriansk kalender | 1382 MCCCLXXXII         |
| Ab urbe condita      | 2135                    |
| Armensk kalender     | 831 ԹՎ ՊԼԱ              |
| Kinesiske kalender   | 4078 – 4079 辛酉 – 壬戌 |
| Etiopisk kalender    | 1374 – 1375             |
| Jødisk kalender      | 5142 – 5143             |
| Hindukalendere       |                         |
| - Vikram Samvat      | 1437 – 1438             |
| - Shaka Samvat       | 1304 – 1305             |
| - Kali Yuga          | 4483 – 4484             |
| Iransk kalender      | 760 – 761               |
| Islamisk kalender    | 784 – 785               |

Konge i Danmark: Oluf 2. 1376-1387
Se også 1382 (tal)